# Familiár

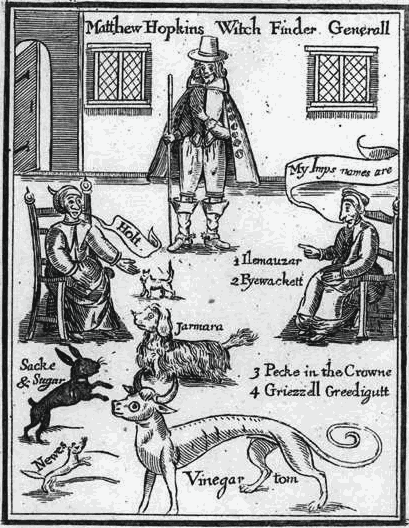
Čarodějnice se svými familáry, z díla lovce čarodějnic Matthewa Hopkinse, před rokem 1650

Familiár je v evropské lidové víře a učené tradici bytost, často v podobě zvířete, jež slouží praktikantovi čarodějnictví či magie, případně i člověku jež se takovým uměním nevěnuje. Slovo vychází z latinského familiaris, označující ochranná božstva rodiny či domu. Podle teologů měl být touto bytostí čaroděj či čarodějnice obdarován Ďáblem či ji koupit od jiného praktikanta čarodějnictví. Familár, zpravidla v podobě kočky, psa nebo ptáka, jim měl pomáhat s jejich zlými skutky.
Mezi bytosti s povahou familiárů lze řadit například impa, plivníka, mužíčka z mandragory či Geldmännleina.